# Вікнине (Звенигородський район)
Ві́книне — село в Україні, у Звенигородському районі Черкаської області. Населення становить 756 осіб.

## Назва
Збереглася легенда про походження назви села.
У часи, коли половецькі коні топтали степи Гуляйполя. Люди, ховаючись від набігів чужинців, натрапили на місцевість з крутими горбами та глибокими ярами.
Змучені спрагою, вони шукали води. Густі золоті верби підказали, що вода близько. Як тільки втікачі підійшли близько до води, то побачили, що озерце, утворене великими та потужними чотирма джерелами — як вікно. Тут і оселились втікачі.
Джерело отримало назву Вікно, а місцевість — Вікнине. Це було в середині 50-х років XVIII століття.

## Історія
Перші переселенці на вікненській землі були селянами-втікачами і мали волю. Це було не довго, поки на початку 60-х років XVIII століття в село не прибув польський шляхтич А. Рубльовський, а разом з ним і священик-уніат В. Пугач.
З 1793 року Вікнине, як і вся Правобережна Україна анексована Російською імперією. Село належало до Брацлавського намісництва, з 1795 по 1797 — до Вознесенської губернії, а з червня 1797 до Київської.
Село спершу входило до Катеринопільського повіту (1795—1797 роки), а з 1798 року — до Звенигородського повіту.
Вікнине було центром волосного управління, якому підпорядковувалися села Грушківка, Киселівка та Кайтанівка.
1784 року — збудовано дерев'яну церкву Святого Миколая.
У 1799 році російський цар Павло І подарував Корсунський маєток, куди входило село Вікнине, міністру юстиції, генпрокурору В. Лопухіну. Останній згодом продав його В. Монастирському, а той у 1842 році продав його генерал-лейтенанту Васильковському. Після його смерті вікнинським маєтком володіла його дружина — Розалія. Вона була зобов'язана передати село у спадок синам — Єгору та Степану Васильковським, які мали сплатити по 8 тис. крб. своїм сестрам і брату. Єгор передав свій спадок сестрі — Анні Філіпповій. Так, селом почали володіти Анна Філіппова і Степан Васильковський. Ще одна частина села (Грушківка) належала полковнику Люценку.
У 1900 році вікнинські землі були поділені між поміщиками О. Копиловим, М. Новіцькою, О. Портасьєвим. На той час у селі була школа грамоти, 5 вітряків і кузня.
У 1929 році в селі 29 чоловік працювало в колгоспі, була молотарка та 5 жаток. 1939 року колгосп мав 3 автомашини і 7 тракторів. Побудовано електростанцію, фельдшерський пункт, пологовий будинок, дитячі ясла і бібліотеку.
Під час другої світової війни на фронт пішли 154 чоловіки, 134 з них загинули. Нагороджено орденами та медалями 52 жителі села. Односельцям, які загинули, споруджено пам'ятник Вічної слави.

## Сучасне село
На території села функціонують Вікнинська загальноосвітня школа I-III ступенів (нині — Вікнинська гімназія Катеринопільської селищної ради), дитячий садочок «Зірочка», СБК, 2 ФАПи, 2 магазини райСту, 6 приватних магазинів, млин, олійниця, бібліотека, стоматологічний кабінет.
Найбільші підприємства: ПП «Гончар», ПП «Талече», СТОВ «Надія».

## Відомі люди
- Височанський Павло Федорович (1892—1940) — кооперативний діяч, історик української кооперації.
- Філіппов Михайло Михайлович (1858—1903) — російський вчений-енциклопедист, письменник і журналіст.